# Joseph William Torrey

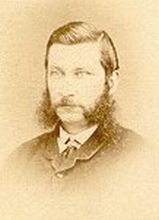
Joseph William Torrey

Col. Joseph William Torrey, Rajah von Ambong und Marudu, (* 22. April 1828, Bath (Maine), Vereinigte Staaten; † 22. Juni 1885 in Boston, Vereinigte Staaten) war ein amerikanischer Kaufmann, Präsident der American Trading Company of Borneo und Mitbegründer der amerikanischen Kolonie „Ellena“ auf der Insel Borneo. Er wurde als „Yankee Rajah“ bekannt und diente als US-Vizekonsul in Siam.

## Leben

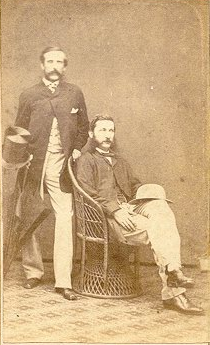
Harris und Torrey

Joseph William Torrey wurde am 22. April 1828 in der nordamerikanischen Kleinstadt Bath (Maine) geboren. Er war der Sohn von Joseph Gendall Torrey und Emily Houghton. Sein Vater übte das Handwerk eines Druckers aus und war in dieser Eigenschaft auch Gründer der Maine Gazette, der ersten Zeitung Baths.
1834 zog die Familie nach Roxbury, einem Stadtteil von Boston. Joseph William absolvierte hier seine Schulzeit und machte einen Abschluss an der Boston High School unter Rev. Dr. Leach. Zunächst erlernte er ebenfalls das Druckerhandwerk und arbeitete einige Jahre im Betrieb seines Vaters, wodurch er mit der satirischen Zeitschrift Carpet Bag von Benjamin Penhallow Shillaber in Kontakt kam.
Torrey diente in mehreren Kompanien und war Mitglied der Ancient and Honorable Artillery Company of Boston. Die Authentizität seines militärischen Grades „Colonel“ wird jedoch angezweifelt.
1853 verließ er Boston und ging nach Melbourne in Australien, wo er als Angestellter im Handelshaus Caldwell, Train & Co., Commission Merchants and Steam Packet Agents arbeitete. Daneben war er Teilhaber von Torrey & Foodrich and Company, Discharging Clerks. Neben seiner Arbeit im Handelshaus begann er mit dem Studium der Rechtswissenschaften; ein akademischer Abschluss ist von ihm jedoch nicht bekannt. In Melbourne trat er der Freimaurerloge bei und wurde später deren Großmeister.
1860 zog es ihn nach Hongkong, wo er zunächst Herausgeber der China Mail, der ersten britischen Tageszeitung in Hongkong, wurde. Später übernahm er die Herausgabe der Hong Kong Times. 1862 stieg er als Schiffsmakler und Kommissionär bei Montgomery & Parker ein. Er erwarb ein eigenes Schiff, das er Ellen taufte – wahrscheinlich nach seiner jüngsten Tochter.
Am 22. September 1854, während seiner Zeit in Australien heiratete er in Victoria seine erste Frau, Eliza Lydia Ewer. Das Paar hatte zwei Kinder, Emiline Eliza (geboren 1856) und Cordelia Grace (geboren 1858). Ein Jahr nach der Geburt des zweiten Kindes verstarb Eliza nach kurzer Krankheit im Alter von nur 27 Jahren. Torrey schickte die beiden Kinder 1860 nach Roxbury zurück, wo sie bei den Großeltern aufwuchsen. 1863 heiratete Torrey erneut. Seine zweite Frau, die erst fünfzehn Jahre alte Charlotte Ann „Lemon“ Mills, gebar ihm zuerst einen Sohn Joseph Gendall (geboren am 16. September 1864) und später eine Tochter mit Namen Elena Charlotte (geboren 1867).

## Gründung der Kolonie Ellena
Der amerikanische Konsul Charles Lee Moses hatte im August 1865 je einen 10-Jahres-Pachtvertrag mit dem Sultan von Brunei Abdul Mumin und mit dessen Thronfolger Pengiran Temenggung geschlossen, der ihm Landrechte in verschiedenen Gebieten im Norden von Borneo garantierte. Auf schnellen Gewinn bedacht, suchte der Konsul sofort im Anschluss an die Unterzeichnung des Pachtvertrages Käufer für seine Konzessionen. Moses Angebot weckte das Interesse bei seinen Landsleuten Joseph William Torrey und Thomas Bradley Harris. Geblendet von überschwänglichen Berichten über ein Land, reich an Gold, Diamanten, Edelhölzern, Gewürzen und Schätzen, die nur darauf warteten, den Märkten von Hongkong und China zugeführt zu werden, kauften sie zusammen mit dem Chinesen Wo Hang die Konzessionen Moses’ am 9. September 1865 auf.

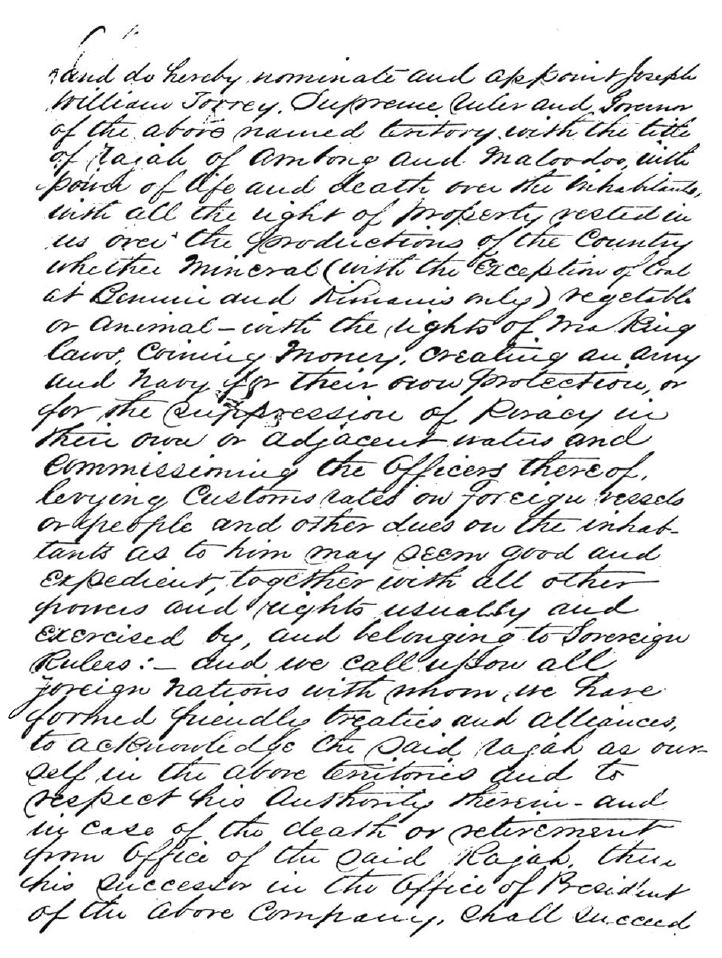
Seite 2 der Konzession Torreys mit seiner Ernennung zum Rajah

Im Oktober 1865 gründeten Torrey und Harris zusammen mit den chinesischen Geldgebern Lee Assing und Pong Ampong – Wo Hang war bald nach dem Abschluss des Vertrags wieder aus der Unternehmung ausgeschieden – die American Trading Company of Borneo und beschlossen, eine Kolonie in der Gegend des heutigen Kimanis aufzubauen. Darauf bedacht, dass der Erwerb der Konzession von Moses auch durch den Sultan von Brunei anerkannt werde, ließ Torrey ein neues Konzessionsschreiben aufsetzen, das am 24. November 1865 im Palast zu Brunei verhandelt und mit den Siegeln des Sultans und drei seiner Minister versehen wurde. Die Urkunde bestätigte seinen Konzessionserwerb und erhob Torrey nicht nur zum Herrscher über Leben und Tod, sondern verlieh ihm auch den Titel „Rajah von Ambong und Marudu“.
Im Dezember 1865 gründete Torrey mit 12 Amerikanern und 60 Chinesen die Kolonie „Ellena“ und ernannte sich zu deren Gouverneur. Harris wurde zum Vizegouverneur ernannt. Der wohlklingende Titel schützte Torrey gleichwohl nicht vor dem Misserfolg seiner kolonialen Pläne. Der Plan, Ellena durch den Anbau von Zuckerrohr, Tabak und Reis für weitere Siedler attraktiv zu machen, scheiterte bereits nach kurzer Zeit. Die unglückliche Wahl der Lage Ellenas im Mündungsgebiet des träge fließenden Sungai Kimanis begünstigte den Ausbruch von Malaria und anderen Krankheiten. Auch fehlte der Kolonie eine solide finanzielle Basis, so dass Torrey gezwungen war, den Aufbau der Kolonie seinem Stellvertreter Harris zu überlassen und sich auf die Suche nach Geldgebern in Hongkong und Shanghai zu machen.
Noch während Torrey verzweifelt versuchte, in Hongkong weiteres Kapital für seine Kolonie aufzutreiben, starb sein Freund Harris am 22. Mai 1866 im Alter von 40 Jahren an Malaria. Torrey ließ seinen Geschäftspartner auf dem Gipfel eines nahegelegenen Hügels begraben, der heute unter dem Namen Governor’s Hill bekannt ist. Auf seinen Grabstein ließ Torrey folgende Inschrift einschlagen:
Zum Gedenken an Thomas Bradley Harris, Vizegouverneur der Kolonie von Ambong und Marudu, von Geburt Bürger der USA. Gestorben am 22. Mai 1866 im Alter von 40 Jahren. Errichtet vom Rajah in ehrendem Respekt an einen alten, treuen und geschätzten Freund. "Nach des Lebens launenhaftem Fieber schläft er nun gut".
Schon 1866 wurde die amerikanische Kolonie aufgrund fehlenden Kapitals, Mangel an Arbeitskräften, Aufständen unter den Arbeitern und schweren Krankheiten wieder aufgegeben. Das Ende von Ellena hinterließ einen mittellosen Torrey. Getrieben einerseits von den überwiegend chinesischen Investoren, anderseits von Charles Lee Moses, der immer noch auf die Auszahlung des Kaufpreises wartete, versuchte er, seine Rechte gewinnbringend weiter zu verkaufen. Jedoch erst neun Jahre später – kurz vor dem Auslaufen der auf zehn Jahre Laufzeit ausgelegten Konzession – gelang es Torrey im Januar 1876 in Hongkong, alle Rechte an den deutschstämmigen Baron von Overbeck zu veräußern. Der Kaufpreis von 15.000 Straits-Dollar war an die Bedingung geknüpft, das es binnen neun Monaten gelingen musste, eine Verlängerung der Konzessionen durch den Herrscher von Brunei zu erhalten.

## Diplomatischer Dienst
Von 1877 bis 1880 war er Vizekonsul im US-Konsulat von Siam, dem heutigen Thailand. In seiner Eigenschaft als Vizekonsul gehörte er auch zur amerikanischen Delegation, die Ex-Präsident Ulysses S. Grant während seines Besuchs bei Chulalongkorn, dem König von Siam, begleitete. Es scheint jedoch, dass seine Anwesenheit nicht von allen wohlgelitten war, da er sich mit seinem Vorgesetzten nicht so recht arrangieren konnte. Nach seiner Ablösung als Vizekonsul verblieb er weiterhin als Mitglied der amerikanischen Gesandtschaft in Bangkok.

## Heimkehr und Tod
Torrey kehrte 1883 nach Amerika zurück. Einige Tage vor seinem Tod erreichte ihn die Nachricht des Königs von Siam, dass er zu dessen obersten Berater ernannt werden sollte. Noch bevor er sich entschieden hatte, ob er das Amt annehmen sollte oder nicht, starb Torrey am Montag, 22. Juni 1885 in seinem Haus in der Wabon Street in Roxbury. Noch im Tod repräsentierte er sein verlorenes Königreich: Drei Tage wurde er in der Uniform eines hohen orientalischen Würdenträgers aufgebahrt, bevor sein schwarzer Sarg aus Walnussholz zur St. James Episcopal Church gebracht wurde. Eine große Krone aus Blumen in den Farben der Flagge Ellenas – gelb und rot – bildete den zentralen Blickfang, darin ein Halbmond mit dreizehn Streifen auf blauem Grund und dreizehn Sternen, die die US-amerikanische Herkunft des Rajahs bezeugten. Er wurde im Familiengrab der Torreys auf dem Friedhof Forest Hills Cemetery and Crematory begraben.

## Sonstiges
Torrey, „der einzige amerikanische Raja“ fand auch Eingang auf die Titelseite der Januarausgabe von Ripley’s Believe It or Not! im Jahr 1950.